# Daejeon Samsung Bluefangs

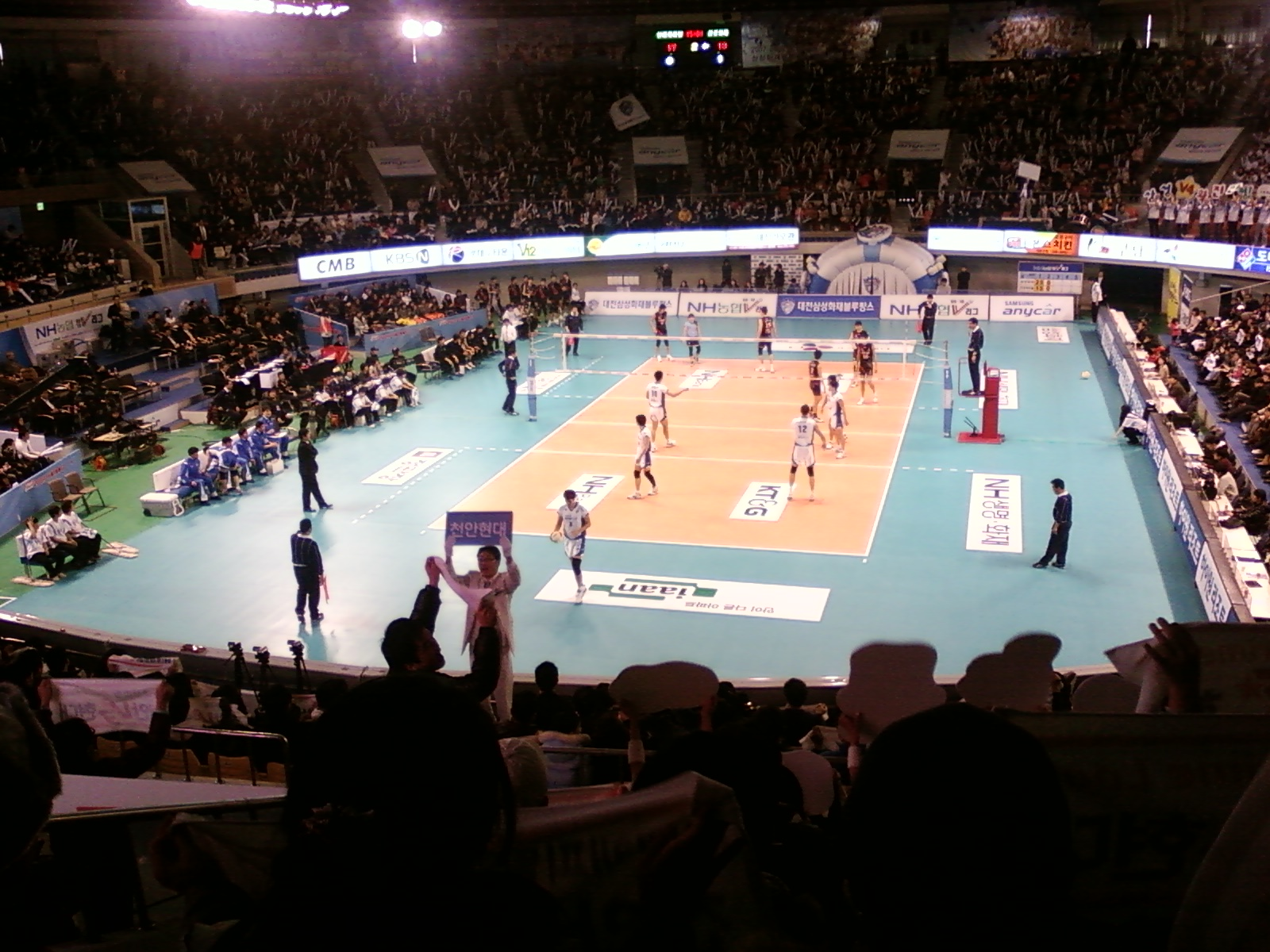

Daejeon Samsung Bluefangs (kor. 대전 삼성 블루 플랜즈) – południowokoreański męski klub siatkarski z siedzibą w Daejeon.

## Sukcesy
Klubowe mistrzostwa Azji:
- 2000, 2001
- 1999

Mistrzostwo Korei Południowej:
- 2005, 2008, 2009, 2010, 2011, 2012, 2013, 2014
- 2006, 2007, 2015
- 2016, 2018

Puchar KOVO:
- 2009, 2018

## Obcokrajowcy w drużynie
| Lata gry                  | Imię i nazwisko             | Pozycja                |
| ------------------------- | --------------------------- | ---------------------- |
| 2025-                     | Arshdeep Dosanjh            | rozgrywający           |
| 2025-                     | Michiel Ahyi                | atakujący              |
| 2025-2025 (od 02.01.2025) | Maksim Żygałow              | atakujący              |
| 2024-2025 (do 31.12.2024) | Branimir Grozdanow          | przyjmujący            |
| 2024-2025                 | Ali Fazli                   | atakujący              |
| 2023-2024                 | Yosvany Hernandez Cardonell | przyjmujący            |
| 2022-2023                 | Ahmed Ikhbayri              | atakujący              |
| 2021-2022                 | Kyle Russell                | przyjmujący, atakujący |
| 2020-2021 (od 17.12.2020) | Matheus Krauchuk            | przyjmujący            |
| 2020-2020 (do 15.12.2020) | Bartosz Krzysiek            | atakujący              |
| 2019-2020                 | Andrea Santangelo           | atakujący              |
| 2016-2019                 | Thijs ter Horst             | przyjmujący            |
| 2015-2016                 | Georg Grozer                | atakujący              |
| 2012-2015                 | Leonardo Leyva Martinez     | atakujący              |
| 2009-2012                 | Gavin Schmitt               | atakujący              |
| 2007-2009                 | Anđelko Ćuk                 | atakujący              |
| 2006-2007                 | Leandro Araújo da Silva     | atakujący              |
| 2005-2006                 | William Priddy              | przyjmujący            |